# Luçay-le-Libre
Luçay-le-Libre là một xã ở tỉnh Indre khu vực trung bộ Pháp. Xã này có diện tích 11,85 km², dân số thời điểm năm 1999 là 102 người. Khu vực này có độ cao trung bình 139 mét trên mực nước biển.